# Publius Clodius Thrasea Paetus
Publius Clodius Thrasea Paetus (Patavium, ? – Rome, 66) was een Romeins senator, lid van de Quindecimviri Sacris Faciundis, consul suffectus in 56 en stoïcijns filosoof. Hij was de schoonvader van Helvidius Priscus en een vriend van de dichter Aulus Persius Flaccus.
Toen de senaat onder Nero was verworden tot een bende vleiers die niets te dol was om bij Nero een wit pootje te halen, weigerde Thrasea naar de senaat te komen en als hij dat al deed de vleierij van de senaat zwijgend te laten passeren of slechts uiterst summier zijn instemming te betuigen. Volgens Tacitus werden overal in de provincie en in de strijdkrachten de officiële berichten met overgave gelezen om te zien wat Thrasea niet had gedaan.
Hij wekte Nero's wrok door weg te lopen uit de senaat toen deze de zaak tegen Agrippina (de moeder van Nero) behandelde. Ook hield hij zich tijdens Neros Juvenalia (het "Jongeren Feest") op de achtergrond en gaf geen blijk van groot enthousiasme, terwijl hij wel optrad in een tragedie die in Patavium (zijn geboortestad) werd opgevoerd, een gebruik dat (zo wil de overlevering) ingesteld was door de Trojaan Antenor. Verder wist hij voor de praetor Antistius, die vanwege zijn spot aan het adres van Nero ter dood was veroordeeld een milder vonnis los te krijgen bij de senaat en weigerde hij te verschijnen op de begrafenis (en apotheose) van Poppaea Sabina.
Ene Capito Cossutianus zorgde ervoor dat niets van dat alles werd vergeten. Hij koesterde een wrok tegen Thrasea omdat deze het voor de Ciliciërs opnam toen zij Capito Cossutianus - als gouverneur van Cilicië - hadden aangeklaagd wegens afpersing. Samen met Marcellus Eprius zette hij een aanklacht tegen Thrasea in elkaar. Arulenus Rusticus (de latere biograaf van Thrasea die om die biografie ter dood werd veroordeeld) wilde Thrasea verdedigen in zijn functie als volkstribuun, maar werd hier door Thrasea van weerhouden.
Thrasea werd, samen met anderen, veroordeeld en pleegde thuis zelfmoord.

## Antieke bronnen
- Tacitus, Annales, XIII 49, XIV 12, 48, XV 20-22, XVI 21-35, Historiae II 91, IV 5.
- Cassius Dio, LXI 15, LXII 26.
- Juvenalis, Satirae V 36.